# Лига Содружества 2025
Лига Содружества 2025 — футбольный турнир, проходящий с 30 марта по 18 октября 2025 года. В турнире принимают участие команды из аннексированных Россией регионов Украины.

## Формат турнира
Турнир проходит в 2 круга, где 10 команд сыграют по системе «каждый с каждым». Все матчи первого круга турнира проходят на стадионах Крымского полуострова (в основном, в Евпатории и в Севастополе).
В турнире принимают участие команды из пяти регионов: из Луганской и Донецкой республик, Запорожской и Херсонской областей, а также из Севастополя. Среди участников Лиги Содружества в новом сезоне произошло два изменения по сравнению с прошлым сезоном. Так чемпион Премьер-Лиги ДНР-2024, клуб «Сила Донбасса» из Донецка, заменил другого участника от ДНР в этом турнире — клуб «Олимпия-Новатор» из Мариуполя, который завершил прошлый сезон на последней строчке в турнирной таблице. Кроме этого впервые не примет участие в турнире клуб «Академия футбола Крыма» из Евпатории, его в новом сезоне Лиги Содружества заменит Сборная Запорожской области, которая также является дебютантом турнира.

## Участники турнира
| Команда                        | Регион              | Главный тренер    | Примечание |
| ------------------------------ | ------------------- | ----------------- | --- |
| КЧФ «Черноморец» (Севастополь) | Севастополь         | Денис Ходаков     | Основан в 2012 году как СК ЧФ (Спортивный клуб Черноморского флота). Чемпион Лиги Содружества 2024                |
| «Динамо» (Луганск)             | ЛНР                 | Иван Рудницкий    | Основан в 2023 году. Чемпион ЛНР 2024. Обладатель Кубка Содружества 2023. Серебряный призёр Лиги Содружества 2024 |
| «Гвардеец» (Донецк)            | ДНР                 | Дмитрий Борткевич | Основан в 2018 году. Чемпион ДНР 2018, 2019, 2020, 2021, 2023                                                     |
| «Фрегат» (Херсонская область)  | Херсонская область  | Андрей Добрянский | Основан в 2023 году                                                                                               |
| «Заря Луганск»                 | ЛНР                 | Максим Тищенко    | Основан в 2023 году. Бронзовый призёр Лиги Содружества 2024. Обладатель Кубка Содружества 2024                    |
| «Шахтёр» (Донецк)              | ДНР                 | Юрий Беличенко    | Основан в 2015 году как «Юный Новоросс»                                                                           |
| «Севастополь-2» (Севастополь)  | Севастополь         | Александр Сучу    | Основан в 2024 году и является фарм-клубом созданного в 2014 году ФК «Севастополь», участника Второй лиги России  |
| «Шахтёр» (Свердловск)          | ЛНР                 | Василий Ломака    | Основан в 2015 году. Чемпион ЛНР 2018 и 2021                                                                      |
| «Сила Донбасса» (Донецк)       | ДНР                 | Олег Курган       | Основан в 2024 году как «Нива-Горняк» (Тельманово-Комсомольское). Чемпион ДНР 2024                                |
| Сборная Запорожской области    | Запорожская область | Александр Шудрик  | Основан в 2024 году                                                                                               |

## Турнирная таблица
Турнирная таблица на 02 апреля 2025 г.:
| М  | Команда                       | И | В | Н | П | Мячи  | ±  | О |
| -- | ----------------------------- | - | - | - | - | ----- | -- | - |
| 1  | «Шахтёр» (Донецк)             | 1 | 1 | 0 | 0 | 4 − 0 | +4 | 3 |
| 2  | ЧФ «Черноморец» (Севастополь) | 1 | 1 | 0 | 0 | 3 − 0 | +3 | 3 |
| 3  | «Заря Луганск» (Луганск)      | 1 | 0 | 1 | 0 | 0 − 0 | 0  | 1 |
| 4  | «Сила Донбасса» (Донецк)      | 1 | 0 | 1 | 0 | 0 − 0 | 0  | 1 |
| 5  | «Фрегат» (Херсонская область) | 0 | 0 | 0 | 0 | 0 − 0 | 0  | 0 |
| 6  | «Динамо» (Луганск)            | 0 | 0 | 0 | 0 | 0 − 0 | 0  | 0 |
| 7  | «Гвардеец» (Донецк)           | 0 | 0 | 0 | 0 | 0 − 0 | 0  | 0 |
| 8  | «Шахтёр» (Свердловск)         | 0 | 0 | 0 | 0 | 0 − 0 | 0  | 0 |
| 9  | «Севастополь-2» (Севастополь) | 1 | 0 | 0 | 1 | 0 − 3 | −3 | 0 |
| 10 | Сборная Запорожской области   | 1 | 0 | 0 | 1 | 0 − 4 | −4 | 0 |

## Бомбардиры
- Максим Дмитриев (КЧФ «Черноморец» Севастополь) — 2 гола
- Илья Гаврильчик («Шахтёр» Донецк) — 1 гол
- Максим Ласкавый («Шахтёр» Донецк) — 1 гол
- Арсен Гафаров (КЧФ «Черноморец» Севастополь) — 1 гол
- Игорь Нехаев («Шахтёр» Донецк) — 1 гол
- Алексей Мишин («Шахтёр» Донецк) — 1 гол